# Руцовићи
Руцовићи су били стара српска породица. После Косовског боја четири брата Руцовића пребјегоше у Махине, па једни изабраше себи за постојбину Подострог, други село Мажиће.
На једној престолној икони у цркви Св. Јована, у близини ман. Подострога има натпис са именом попа Марка Руцовића. Могућно је, да је ово она црква подострошка, којој је о почетку XVI. в. био свештеник Шћепан Руцовић, којега се је опорука сачувала од 1519. г. 